# フアン・ラモン・ベロン
フアン・ラモン・ベロン（スペイン語: Juan Ramón Verón、1944年3月17日 - 2025年5月27日）は、アルゼンチン、ブエノスアイレス州ラ・プラタ出身の元サッカー選手、サッカー指導者である。アルゼンチンのプロサッカークラブであるエストゥディアンテス・デ・ラ・プラタ及びコロンビアのプロサッカークラブ、アトレティコ・ジュニオールのシンボルとして知られている。エストゥディアンテスに所属していた1968年のインターコンチネンタルカップ（トヨタカップの前身）ではイングランドのマンチェスター・ユナイテッドFCを破り優勝を収めた実績を持つ。フアン・セバスチャン・ベロンとイアニ・マルティンの実の父親でもある。このベロン親子はエストゥディアンテスの歴史の中でも偉大な選手達として知られている。

## 経歴
ラ・ブルッハ（La Bruja＝魔女または魔法使い）と称されるフアン・ラモン・ベロンは、アタッカーとしてプレーし、得点感覚や技術に優れた選手であった。
ラモン・ベロンのデビュー戦は、1962年12月12日のエストゥディアンテス対ボカ・ジュニアーズ戦で、0-4で敗北と残念な結果であった。そしてそれ以降は 1965年までスターティングメンバーとしてプレーすることは無かった。しかし翌年には、1966年にレンタル先であったエルサルバドルのアリアンサFCで、ペレ率いるサントスFCに対し、ラモン・ベロンが1点を決め2-1で勝利を収めた。これは当時中南米において歴史に残る試合と評されることとなった。
1967年から、エストゥディアンテスに復帰し、3年連続でコパ・リベルタドーレスを制覇、1968年度のインターコンチネンタルカップで優勝するなどクラブ絶頂期を築き上げた。そのなかでベロンは1968年コパ・リベルタドーレス決勝戦の対SEパルメイラス戦で2得点、同年のインターコンチネンタルカップの対マンチェスター・ユナイテッドFC戦で1得点と、大事な場面で結果を残し続けた。それによりファンからは「ブルッハ＝魔法使い」と称されクラブ黄金期の象徴となっていった。

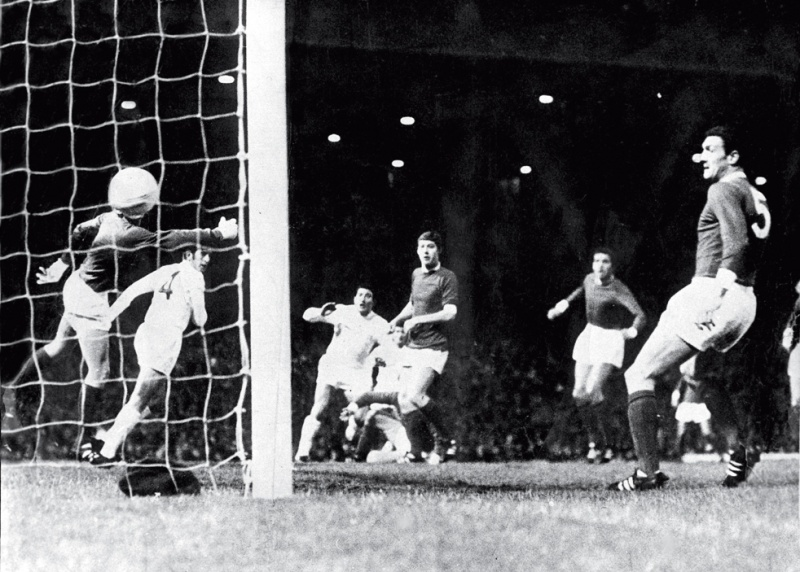
ラモンのヘッドでゴール。 マンチェスター・ユナイテッドFC戦での決勝点となる。

1972年には、ギリシャのパナシナイコスFCに移籍し、57試合に出場し22ゴールを決めた。3年後の1975年にはエストゥディアンテスに復帰し、同年の国内大会で準優勝。その後、1976年から1979年の間はコロンビアでプレーした。1976年度はアトレティコ・ジュニオールに在籍し、クラブ初の国内大会初優勝（1977年）に貢献し、英雄視されることとなった。そして1980年に再びエストゥディアンテスに戻り、そこで1981年11月22日にアトレティコ・トゥクマン戦で選手としてのキャリアを終えた。
ラモン・ベロンはエストゥディアンテスで324試合出場し、90得点を決めた。全キャリアでは544試合（公式戦）出場し、172得点という結果を残している。

### 引退後
中南米で指導者として、またエストゥディアンテスの顧問として経営に関わり、クラブの発展に尽力し、同ラ・プラタ市内にあるATFA公認の指導者学校　La Escuela Nº87_Escuela Osvaldo Zubeldíaの校長を務めた。
ちなみに彼の息子、フアン・セバスチャン・ベロンもクラブにおいて偉大な選手の1人であり、現在のオーナーを務めている。
2025年5月27日に死去。ラプラタのプラテンス医学研究所に移送された後である。81歳没。

## クラブ
| クラブ                     | 国           | 年          | 試合 | 得点 |
| -------------------------- | ------------ | ----------- | ---- | ---- |
| エストゥディアンテス       | アルゼンチン | 1962 - 1972 | 212  | 63   |
| パナシナイコスFC           | ギリシャ     | 1972 - 1975 | 57   | 22   |
| エストゥディアンテス       | アルゼンチン | 1975 - 1976 | 43   | 9    |
| アトレティコ・ジュニオール | コロンビア   | 1976 - 1977 | 85   | 34   |
| ククタ・デポルティーボFC   | コロンビア   | 1978 - 1979 | 39   | 21   |
| エストゥディアンテス       | アルゼンチン | 1980 - 1981 | 35   | 9    |

## 受賞歴

### 国内選手権大会
| タイトル           | クラブ               | 国           | 年     |
| ------------------ | -------------------- | ------------ | ------ |
| Metropolitano 1967 | エストゥディアンテス | アルゼンチン | 1967年 |
| Primera División   | アトレティコJr       | コロンビア   | 1977年 |

### 国際選手権大会
| タイトル                     | クラブ               | 国           | 年     |
| ---------------------------- | -------------------- | ------------ | ------ |
| コパ・リベルタドーレス       | エストゥディアンテス | アルゼンチン | 1968年 |
| インターコンチネンタルカップ | エストゥディアンテス | アルゼンチン | 1968年 |
| コパ・リベルタドーレス       | エストゥディアンテス | アルゼンチン | 1969年 |
| コパ・リベルタドーレス       | エストゥディアンテス | アルゼンチン | 1969年 |
| コパ・リベルタドーレス       | エストゥディアンテス | アルゼンチン | 1970年 |